# Championnats de France d'athlétisme en salle 1995
Navigation
Édition précédente Édition suivante
Les Championnats de France d'athlétisme en salle 1995 ont eu lieu les 25 et 26 février 1995 au Stade couvert régional de Liévin. 

## Palmarès
| Discipline       | Hommes                    | Hommes        | Femmes             | Femmes        |
| ---------------- | ------------------------- | ------------- | ------------------ | ------------- |
| 60 m             | Sébastien Carrat          | 6 s 63        | Patricia Girard    | 7 s 17        |
| 200 m            | Marc Foucan               | 20 s 92       | Fabé Dia           | 23 s 44       |
| 400 m            | Jacques Farraudière       | 46 s 96       | Marie-Louise Bévis | 53 s 27       |
| 800 m            | Jean-Christophe Vialettes | 1 min 50 s 09 | Patricia Djaté     | 2 min 3 s 89  |
| 1 500 m          | Kader Chékhémani          | 3 min 44 s 52 | Frédérique Quentin | 4 min 17 s 50 |
| 3 000 m          | Jacky Carlier             | 7 min 56 s 48 | Annette Sergent    | 9 min 7 s 05  |
| 60 m haies       | Sébastien Thibault        | 7 s 73        | Patricia Girard    | 7 s 84        |
| Saut en hauteur  | Didier Detchénique        | 2,24 m        | Katell Courgeon    | 1,84 m        |
| Saut à la perche | Jean-Michel Godard        | 5,50 m        | Catherine Oberson  | 3,60 m        |
| Saut en longueur | Emmanuel Bangué           | 7,71 m        | Sarah Gautreau     | 6,43 m        |
| Triple saut      | Serge Hélan               | 17,16 m       | Valérie Guiyoule   | 13,60 m       |
| Lancer du poids  | Jean-Louis Lebon          | 17,91 m       | Annick Lefebvre    | 16,05 m       |
| Heptathlon       | Christian Plaziat         | 6 177 pts     | -                  | -             |
| Pentathlon       | -                         | -             | Odile Lesage       | 4 122 pts     |